# Leerlaufspannung
Die Leerlaufspannung U0 (englisch open-circuit voltage, VOC) ist in der Elektrotechnik die an den Klemmen einer offenen Spannungsquelle gemessene elektrische Spannung. Das heißt, die Leerlaufspannung ist die Spannung auf der Ausgangsseite, wenn kein Verbraucher angeschlossen ist. Es fließt kein elektrischer Strom {\displaystyle (I=0)}, wodurch keine Spannung über den Innenwiderstand {\displaystyle R_{i}} der Spannungsquelle abfällt {\displaystyle (U_{Ri}=R_{i}\cdot I=0)}.
Die Leerlaufspannung ist genau dann gleich der Quellenspannung UQ, wenn innerhalb der Spannungsquelle, wie bei einem Generator oder einer galvanischen Zelle, keine parallelen Strompfade existieren, die z. B. Leckströme verursachen, welche die Leerlaufspannung verringern.
Fließt ein nicht mehr zu vernachlässigender Strom {\displaystyle I\neq 0} und kommt es zu einem Spannungsabfall {\displaystyle U_{Ri}=R_{i}\cdot I\neq 0} am Innenwiderstand der Spannungsquelle, so stellt sich an den Klemmen die Klemmenspannung ein, welche vom Betrag her immer kleiner als die Leerlaufspannung ist:
{\displaystyle |U_{Kl}|=|U_{0}-U_{Ri}|<|U_{0}|}.

## Messung
Zur Messung der Leerlaufspannung ist ein Spannungsmessgerät erforderlich, das einen wesentlich höheren Innenwiderstand als die Quelle hat. Damit wird gewährleistet, dass die Belastung der Spannungsquelle durch das Messgerät und die daraus resultierende Rückwirkungsabweichung vernachlässigbar klein ist. Der Innenwiderstand marktüblicher Digitalmultimeter liegt im Bereich einiger Megaohm, so dass diese Bedingung bei vielen Spannungsquellen gegeben ist.
Problematisch ist die Messung an hochohmigen Quellen, z. B. an Hochspannungsquellen sowie an Fotodioden, die bei geringer Beleuchtung im Generatormodus betrieben werden, oder Fotozellen. Bei Hochspannung kann das stromlos arbeitende, aber eher als Indikator anzusehende Elektrometer verwendet werden. Bei niedrigen Spannungen dient zur Messung ein Elektrometerverstärker oder Instrumentenverstärker mit Sperrschicht-Feldeffekttransistoren; auch diese besitzen – abgesehen vom Isolationswiderstand – einen unendlich großen Eingangswiderstand.

## Beispiele

### Transformatoren und Netzteile
Ein Transformator befindet sich im Leerlauf, wenn primärseitig die Wechselspannung U1 anliegt und sekundärseitig keine Last angeschlossen ist. Im Primärkreis fließt in diesem Fall ein Strom, der als Leerlaufstrom bezeichnet wird. Sekundär entsteht die Induktionsspannung U2 (die Leerlaufspannung), die an den Sekundärklemmen nachweisbar ist.
Bei kleinen Transformatoren kann die Leerlaufspannung durchaus das Doppelte der Nennspannung (Ausgangsspannung bei Nennstrom-Entnahme) betragen. Zum Beispiel geben unstabilisierte Steckernetzteile bei geringerer als der Nennbelastung wesentlich höhere Spannungen ab als die Nennspannung.
Dagegen unterscheidet sich bei stabilisierten Netzteilen und Labornetzgeräten die Leerlaufspannung nicht oder kaum von der Nennspannung.

### Akkumulatoren und Batterien
Die Leerlaufspannung von Akkumulatoren und Batterien kann zur Beurteilung ihres Ladezustandes herangezogen werden: höher aufgeladene Akkus bzw. Batterien haben tendenziell eine höhere Leerlaufspannung. Viele automatische Ladegeräte oder Ladeschaltungen prüfen daher beim Laden die Leerlaufspannung, wozu sie zyklisch den Ladevorgang unterbrechen; abhängig vom Ergebnis wird der Ladevorgang fortgesetzt oder beendet. Die Leerlaufspannung am Ende des Ladevorgangs ist die Ladeschlussspannung.

### Elektrische Leitungen
Eine lange elektrische Leitung ist bei Gleichspannung durch den Ableitungsbelag ihres Isolierstoffes und den Widerstandsbelag der Drähte gekennzeichnet. Beides zusammen führt dazu, dass die Spannung am Ende auch unbelastet etwas geringer ist als die Speisespannung. Bei Wechselspannung werden zusätzlich Kapazitäts- und Induktivitätsbelag der Leitung wirksam.
Die Dämpfung der Leitung steigt mit der Frequenz. Sinkt mit steigender Frequenz die Wellenlänge {\displaystyle \lambda } auf der Leitung in die Größenordnung der Leitungslänge, so treten weitere Effekte auf, siehe auch Lecherleitung. Hat die Leitung z. B. die Länge {\displaystyle \lambda /4}, so ist die Wechselspannung am offenen Ende gegenüber der speisenden Spannung stark überhöht.